# 621
621 (DCXXI) je bilo navadno leto, ki se je po julijanskem koledarju začelo na četrtek.

## Dogodki
- 1. januar

## Smrti
Neznan datum
- Čulo kagan, tretji kagan Vzhodnega turškega kaganata (* ni znano)